# Nissan Urvan

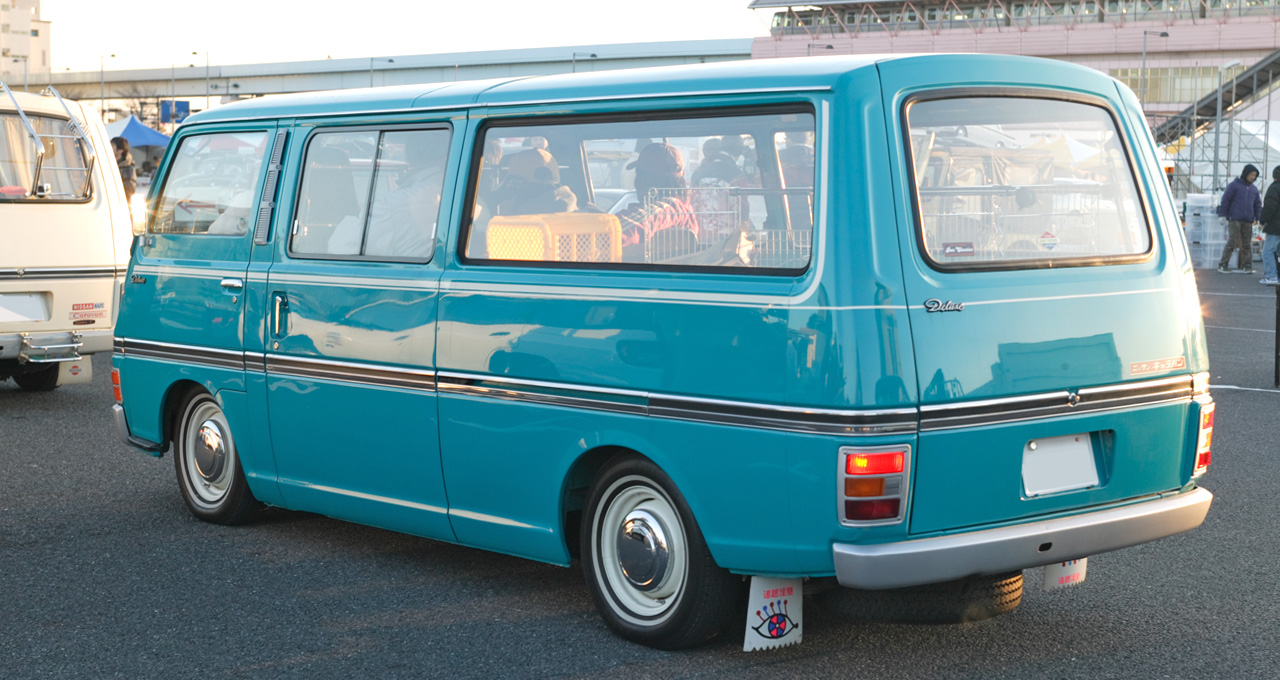
E20

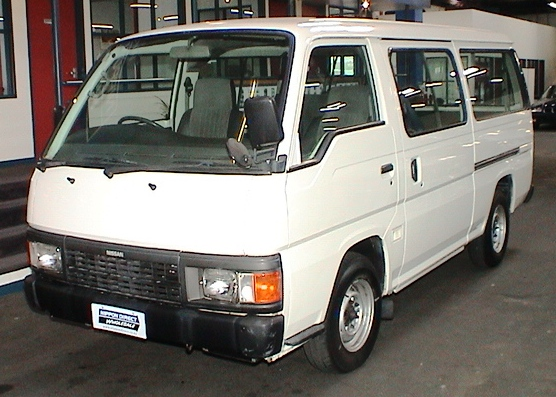
E24

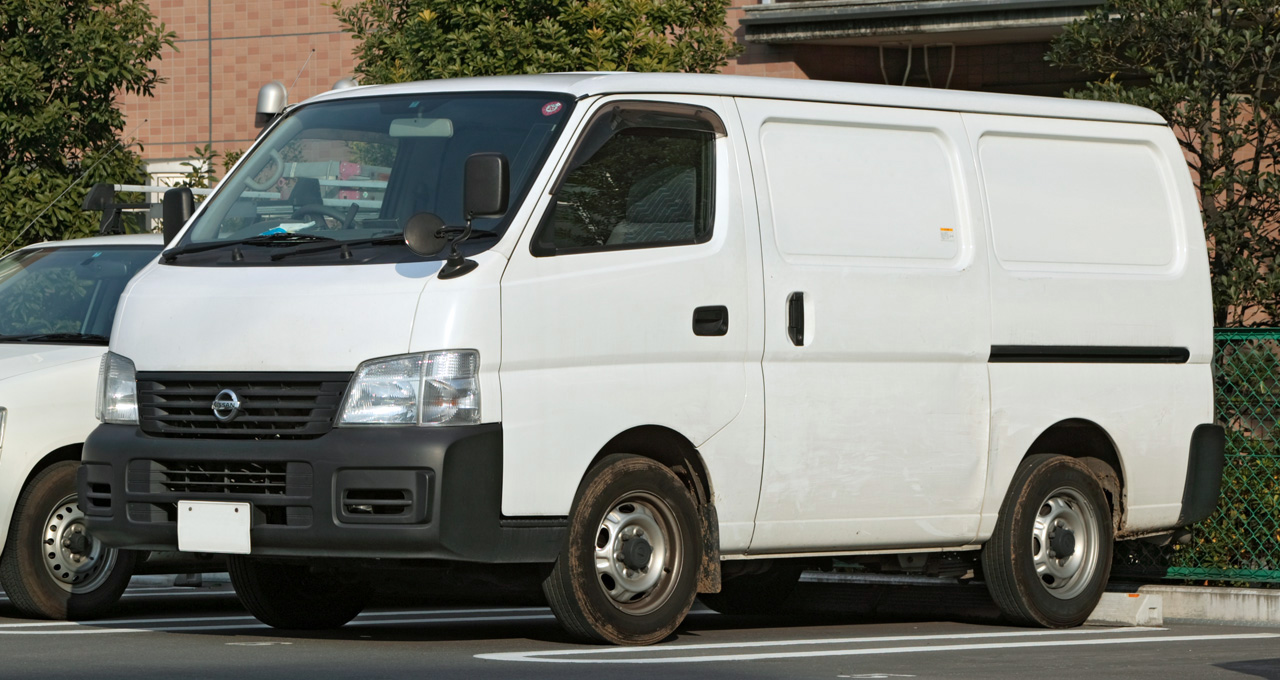
E25

Nissan Urvan är en skåpbil från den japanska tillverkaren Nissan. På hemmamarknaden kallades den Nissan Caravan (日産・キャラバン). Den första versionen (E20) kom 1973.